# Accident de bus de Qafa e Vishës
L'accident de bus de Qafa e Vishës a eu lieu le 21 mai 2012, à Qafa e Vishës (en albanais : cafa ɛ viʃəs) près d'Himarë en Albanie quand un autobus a fait un plongeon de 80 mètres dans un ravin. La plupart des victimes étaient des étudiants de l'université Aleksandër Xhuvani d'Elbasan. Le chauffeur du bus a également été tué dans l'accident. Les étudiants faisaient un voyage entre Elbasan et Saranda.

## Incident
Le bus a fait une chute de 80 mètres dans un ravin à côté de la route, selon la porte-parole de la police Klejda Plangarica. La police a immédiatement lancé une enquête. Des ambulances et des hélicoptères de secours ont été envoyés pour aider les blessés et les amener à l'hôpital afin d'éviter un maximum de victimes.
Le maire d'Himarë, Gjergj Goro, a déclaré que toutes les structures de la région ainsi que les citoyens ont tout fait leur possible pour sauver les blessés. Dans une interview avec Top Channel, il souligne que l'équipe enquêtant sur l'accident prend les mesures nécessaires pour trouver le ou les coupables de l'accident et déclare qu'une partie de la route avait déjà été réparée mais que le corps des 11 victimes étaient toujours sur le lieu du drame. Un témoin oculaire de l'accident a raconté à Top Channel que les habitants se sont précipités pour aider les passagers encore en vie.

## Réactions
Le président albanais Bamir Topi, qui a visité l'hôpital militaire de Tirana où certains blessés avaient été transportés, a exprimé ses « sincères condoléances » aux proches des victimes et son regret pour l'accident. Il déclare également : « L'État albanais au complet se lève pour aider les blessés ». Le premier ministre du pays Sali Berisha, qui était à Chicago pour le sommet de l'OTAN Chicago 2012, a également envoyé ses condoléances aux familles des tués. Le chef du parti socialiste Edi Rama a également visité l'hôpital et donné son sang pour les blessés et a exprimé son profond regret pour les vies perdues. Il a déclaré également que toutes les municipalités contrôlées par le parti au sud de l'Albanie Vlora, Orikum et Himarë vont aider à améliorer la situation. Enfin, il dit : « Une horrible tragédie a choqué notre nation aujourd'hui. Il s'agit d'heures de solidarité et des efforts pour essayer et sauver chaque vie humaine possible. Je suis sûr que l'hôpital militaire fera tout son possible pour sauver la vie des victimes blessées. »,,,,.
Le gouvernement albanais, à la suite d'un ordre de Berisha, déclare que le 22 mai est une journée de deuil national avec une mise en berne des drapeaux et la diffusion de musique classique par la télévision publique Radio Televizioni Shqiptar. De plus, le gouvernement s'engage à payer tous les frais funéraires,.
Le ministre des affaires étrangères du Kosovo Enver Hoxhaj a exprimé la profonde émotion des citoyens kosovars en déclarent : « Nous nous joignons au profond regret et au chagrin des familles qui ont perdu leurs enfants dans cette tragédie. Le peuple du Kosovo prie pour un prompt rétablissement des blessés. ». Hoxhaj exprime également la solidarité et la volonté entière du gouvernement du Kosovo à aider les autorités albanaises et les familles de toutes les manières possibles,.
La présidente de la République Atifete Jahjaga, le président de l'assemblée Jakup Krasniqi et le premier ministre du Kosovo Hashim Thaçi ont également exprimé leurs condoléances au nom du peuple et de l'État du Kosovo,,.
L'ambassadeur américain à Tirana Alexander Arvizu et l'ensemble du personnel de l'ambassade américaine à Tirana expriment leur profonde tristesse et leurs condoléances profondes à ceux qui ont perdu des êtres chers dans l'accident tragique d'autobus qui s'est produit près de Himarë ainsi que ceci dans un communiqué de l'ambassade : « Pour tous ceux qui ont survécu à l'accident, nos pensées et nos prières sont avec vous pour un prompt rétablissement ». Le 24 mai, l'ambassadeur Arvizu, durant une visite à l'Université Aleksandër Xhuvani d'Elbasan avec le maire d'Elbasan Qazim Sejdini et des enseignants, pose un bouquet de fleurs devant les photos des victimes. Dans une allocution à la presse, il déclare : « Je ne parle pas seulement au nom du personnel de l'ambassade américaine, mais au nom de tous les Américains. Nous sommes juste incroyablement triste que ces beaux jeunes gens aient perdu la vie comme ça. La douleur est quelque chose de presque impossible pour moi à garder alors je ne peux qu'imaginer la souffrance de ceux d'entre vous qui ont connu ces jeunes gens merveilleux. Nous avons donc prier pour leurs âmes et pour le confort de leurs familles et amis. Je suis reconnaissant que certaines personnes aient survécu à cet horrible accident et qui prient certainement pour leur guérison complète et rapide. J'ai été très impressionné par la façon dont l'ensemble du pays s'est rassemblé au cours de ce terrible accident. C'est peut-être par le legs de l'histoire que ces gens se soient réunis pour ces jeunes gens merveilleux. Encore une fois, ma plus profonde sympathie et mes condoléances à tous. ».
L'ambassade de Turquie et l'ambassadeur de l'Union européenne ont aussi exprimé leurs condoléances,.
En raison de l'accident, le diffuseur public albanais RTSH n'a pas diffusé la première demi-finale du Concours Eurovision de la chanson 2012 en direct mais avec 2 heures de retard le 22 mai alors que le pays participait à celle-ci avec la chanteuse Rona Nishliu. À la suite de ce retard, le pays a utilisé uniquement le vote venant du jury national pour cette demi-finale ainsi que pour la finale qui a lieu le 26 mai. Rona Nishliu, quant à elle, a déclaré lors d'une conférence de presse qu'elle a dédié sa performance à tous ceux qui ont été tués ou blessés. Enfin, RTK a également bousculé sa programmation habituelle de première partie de soirée pour couvrir l'accident.
Enfin, le pape Benoît XVI a envoyé un message de condoléances à l'administration apostolique de l'Albanie du Sud et à Monseigneur Hil Kabashi pour la tragédie d'Himara. Dans ce télégramme, le pape charge de transmettre des sentiments profonds de douleur aux familles des victimes et assure sa prière venant du cœur pour les morts et les blessés. Comme le rapporte noa.al, le message du pape Benoît XVI est le suivant : « Informé du grave accident de la circulation qui s'est produit à Himara et qui a tué treize étudiants, le Saint-Père assigne à soumettre à Votre Excellence les sentiments et la douleur profonde pour les familles des victimes tout en assurant sa prière du cœur pour les morts et les blessés, à demander le réconfort de Dieu pour ceux qui souffrent de la perte tragique de leurs proches et des bénédictions célestes pour la nation tout entière tellement frappée par cet évènement tragique. Écrit par Tarcisio Bertone, secrétaire d'État du Sa Sainteté ».